# Dysoptus argus
Dysoptus argus là một loài bướm đêm thuộc họ Arrhenophanidae. Nó phân bố rộng rãi ở rừng ướt đất thấp của vùng Amazon của miền bắc Nam Mỹ từ miền nam Venezuela và Guyana đến Peru và Brasil.
Chiều dài cánh trước là 5,5-7,2 mm đối với con đực và 10,1–12 mm đối với con cái. Con trưởng thành bay vào tháng 11 và từ tháng 2 through tháng 6.
Ấu trùng ăn Fomes.
Con nhộng dài khoảng 8 mm và giống với của loài Arrhenophanes perspicilla.